# École préparatoire
Ne doit pas être confondu avec École préparatoire (Paris).
Une école préparatoire (preparatory school, souvent abrégé prep-school) est, dans le système éducatif britannique, une école préparant les enfants âgés entre 2 et 13 ans aux concours d'entrée aux écoles privées de plus ou moins grande renommée, les public school, telles que Eton College, Harrow School, Winchester College ou encore Marlborough College. Les élèves fréquentent la plupart du temps les prep-schools en tant que demi-pensionnaires, mais il est possible dans certains établissements d'être pensionnaire. Ces écoles préparatoires sont dites indépendantes, sont mixtes ou bien réservées aux garçons ou aux filles seulement, et les frais de scolarité sont généralement élevés, pouvant aller jusqu'à quatorze mille livres sterling par an. Certaines écoles se spécialisent dans les premières années de l'enseignement, accueillant les élèves de 2 à 8 ans, et sont appelées écoles pré-préparatoires (pre-preparatory school, abrégé prep-prep school).
Ce système d'éducation indépendante se distingue du système public en ce que les élèves changent d'école à des âges différents. Ainsi, un élève issu du système privé suivra en principe le parcours suivant :
- De 2 à 8 ans : école pré-préparatoire
- De 8 à 13 ans : école préparatoire

- De 13 à 18 ans : public school

Alors qu'un élève du système financé intégralement par le gouvernement britannique suivra la scolarité suivante :
- De 4 à 11 ans : école primaire
- De 11 à 18 ans : école secondaire

(Noter que les écoles secondaires publiques se divisent en deux catégories, les comprehensive schools, ouvertes à tous, et les grammar school, accessibles sur sélection par concours d'entrée.)